# Remco Campert

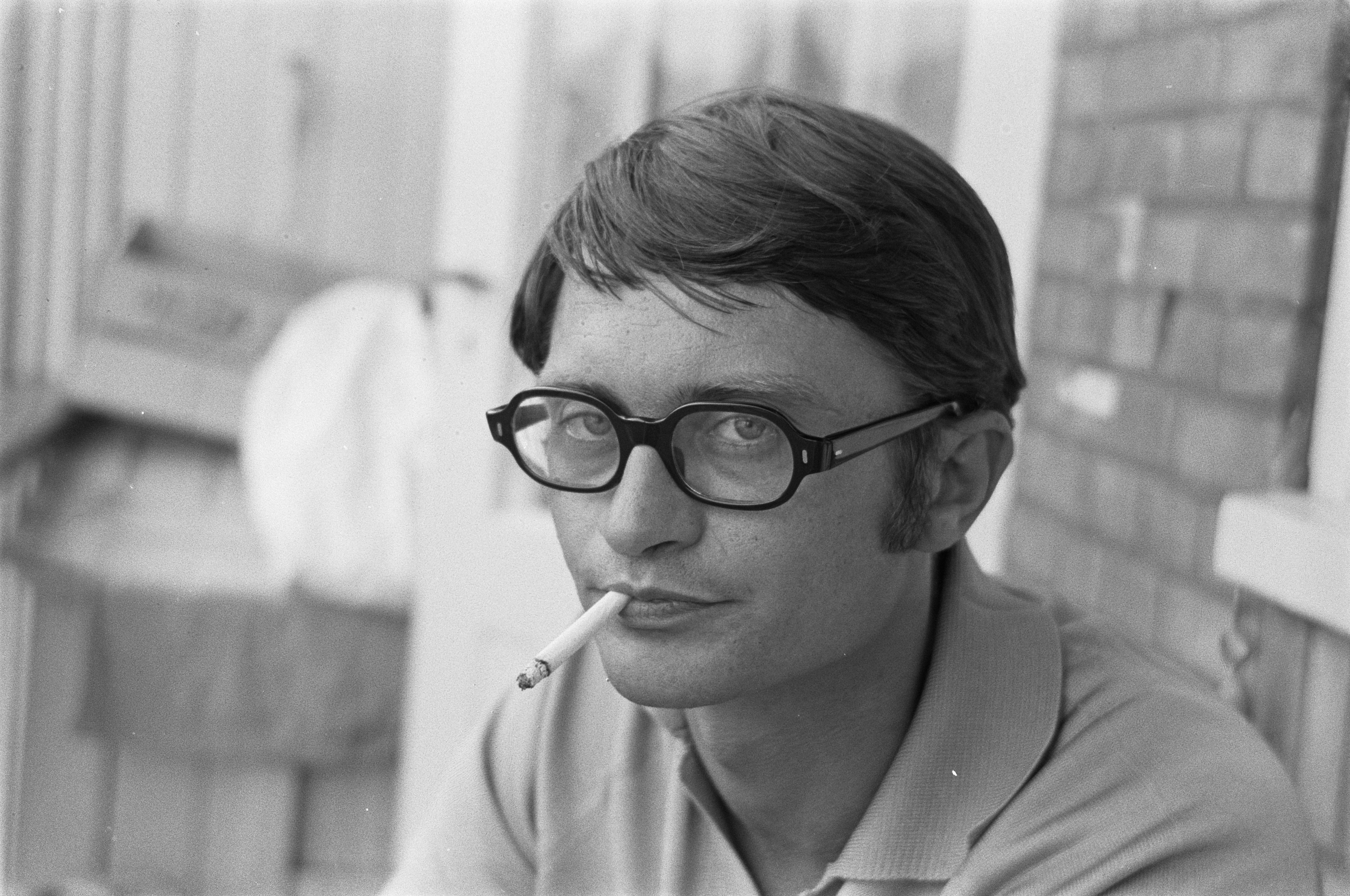
Remco Campert (1963)

Remco Wouter Campert (* 28. Juli 1929 in Den Haag; † 4. Juli 2022 in Amsterdam) war ein niederländischer Schriftsteller. Sein umfangreiches Werk umfasst Gedichte, Kurzgeschichten und Romane. Er war Herausgeber verschiedener Zeitschriften, arbeitete als Übersetzer und war Kolumnist.

## Leben
Remco Campert war das einzige Kind des Schriftstellers Jan Campert und der Schauspielerin Wilhelmina (Joekie) Brodelet, die sich zwei Jahre nach seiner Geburt scheiden ließen. Offiziell lebte Remco bei seiner Mutter, die jedoch häufig auf Tournee war, weswegen er bei den Großeltern und ab 1942 bei Freunden auf dem Land aufwuchs. Remcos Vater, der während der deutschen Besatzung als Fluchthelfer für niederländische Juden tätig war, bis er 1942 verhaftet wurde, starb am 12. Januar 1943 im KZ Neuengamme. Über den Moment, in dem er von dem Tod des Vaters erfuhr, schrieb Campert 1983 das Gedicht Januari 1943.
Das Gymnasium beendete er 1948 ohne Abschluss. Er schrieb für mehrere Zeitschriften, publizierte Gedichte und Kurzgeschichten und gründete 1950 mit Rudy Kousbroek die Literaturzeitschrift Braak, an der auch der von Campert als Vorbild verehrte Lucebert mitwirkte. Campert wurde Teil der sogenannten Vijftigers (Fünfziger), laut Michael Krüger „der einflußreichen künstlerischen Avantgarde der holländischen Nachkriegszeit.“ 1951 erschien Camperts erster Gedichtband Vogels vliegen toch, der mit seinem poetischen Credo eingeleitet wird:

„Ich glaube an einen Fluß

der vom Meer zu den Bergen fließt

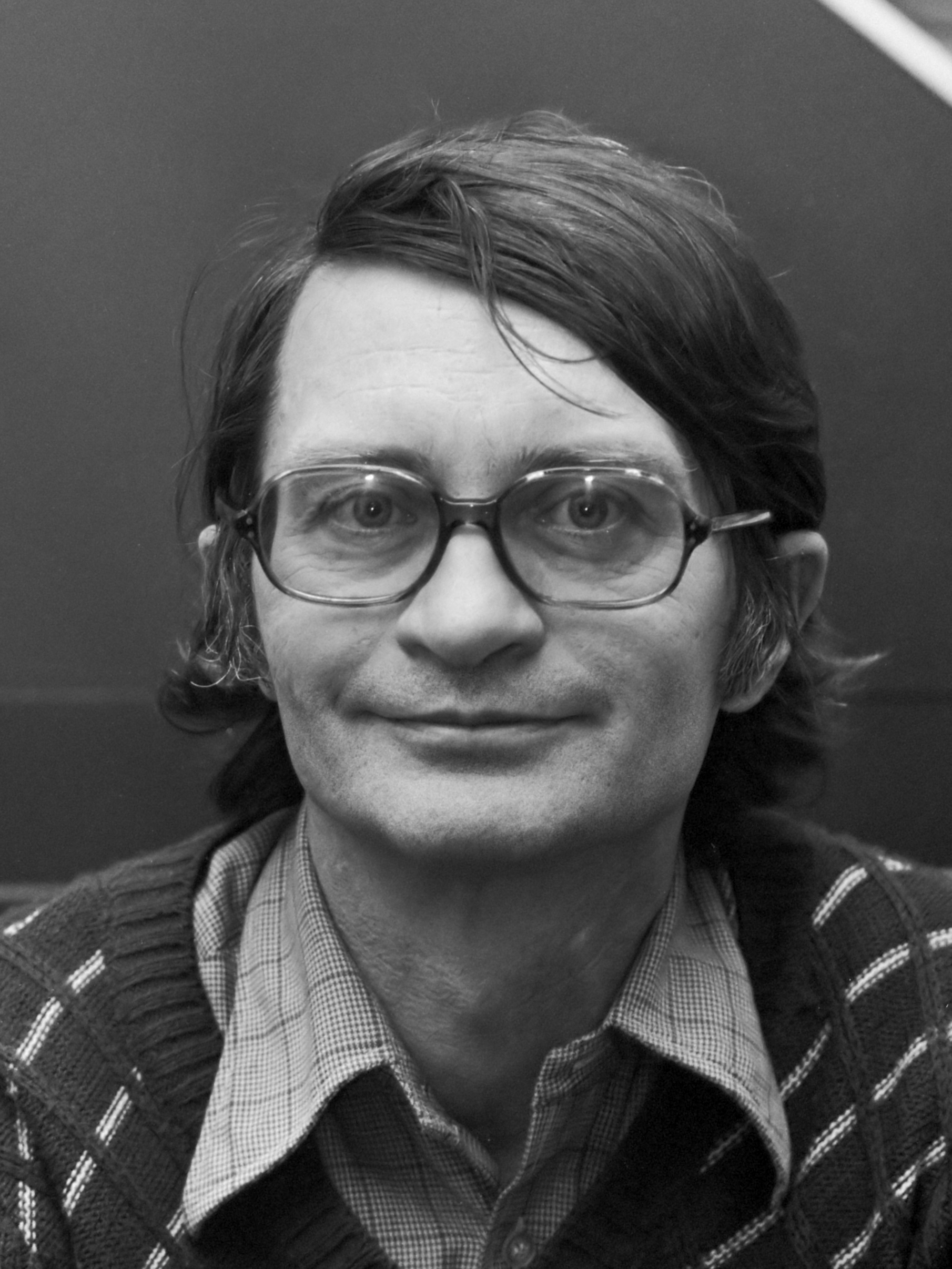
Remco Campert (1976)

ich fordere nicht mehr von der Poesie

als diesen Fluß zu beschreiben

[…]“

In der Folge veröffentlichte Campert beinahe jedes Jahr Prosa oder Lyrik. Sein Gesamtwerk umfasst um die 100 Titel. Camperts erster Roman, 1961 unter dem Titel Het leven is vurrukkulluk publiziert, wurde in den Niederlanden zum Bestseller. Zur 50. niederländischen Buchwoche schrieb er 1985 die Novelle Somberman’s actie als kostenloses Boekenweekgeschenk. Daneben verfasste er Drehbücher und Hörspiele und übersetzte Werke unter anderem von Eugène Ionesco, Marguerite Duras, Françoise Sagan und George Bernard Shaw ins Niederländische. von 1969 bis 1979 war er Lektor im Verlag De Bezige Bij. Er war Herausgeber verschiedener Zeitschriften und Kolumnist. Seit 1996 schrieb er mit dem ehemaligen Fußballspieler Jan Mulder unter dem gemeinsamen Pseudonym CaMu im täglichen Wechsel eine Kolumne in De Volkskrant.
Zwischen 1950 und 1966 lebte Campert abwechselnd in Paris, Blaricum, Amsterdam und Antwerpen, danach ließ er sich in Amsterdam nieder. Er war viermal verheiratet. Aus der dritten Ehe mit Lucia van den Berg gingen zwei Töchter hervor. Seit 1996 war Campert mit der Galeristin Deborah Wolf-Spelman verheiratet, mit der er bereits 30 Jahre zuvor zusammengelebt hatte.
Campert starb am 4. Juli 2022 in Amsterdam.

## Werk

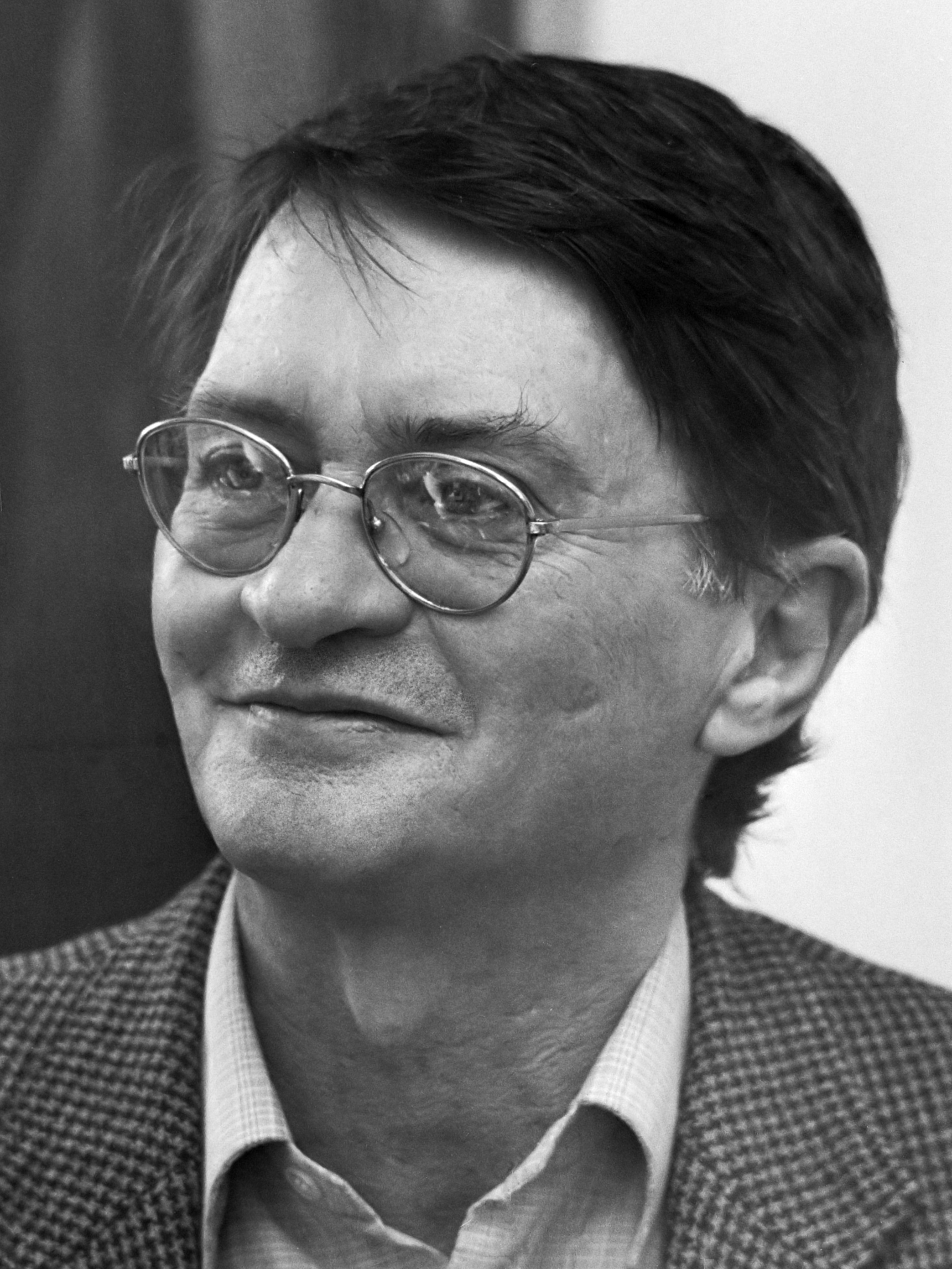
Remco Campert (1984)

Unter der experimentellen Literatur, die von der niederländischen Künstlergruppe der Vijftigers verfasst wurde, gehören Remco Camperts Gedichte zu den am leichtesten zugänglichen Werken. Seine Lyrik wie Prosa sind gleichermaßen geprägt durch das Spiel mit der Sprache und ironischen Humor. Der Münchner Verleger Michael Krüger urteilte: „Campert hat ein umfangreiches, schönes, oft mit der Stille und der Melancholie paktierendes Werk geschaffen“. Koos Hageraats betonte die „Leichtigkeit […], mit der es ihm gelingt, eine melancholische Stimmung heraufzubeschwören. Mittel wie Understatement, Selbstkritik und Ironie benützt er vor allem, um sich gegen eine allzu direkte Formulierung dieser Melancholie zu schützen.“ Dabei spiele in Camperts Werk „das Thema Liebe eine vorherrschende Rolle.“
In seiner niederländischen Heimat wurde Campert vor allem als Lyriker hoch geschätzt. So trug auch ein 1995 erschienener Sammelband schlicht den Titel Remco Campert – Dichter. Seine Gedichte – überwiegend in freier Metrik – zeichnen sich durch einen Parlandostil aus und haben sich in ihrer Art nur geringfügig entwickelt, von einer moderaten Experimentailität zur stärkeren Annäherung an Prosa. Camperts bekanntestes und am häufigsten abgedrucktes Gedicht trägt den Titel Poesie is een daad:

„Poesie ist eine Tat

der Bestätigung. Ich bestätige,

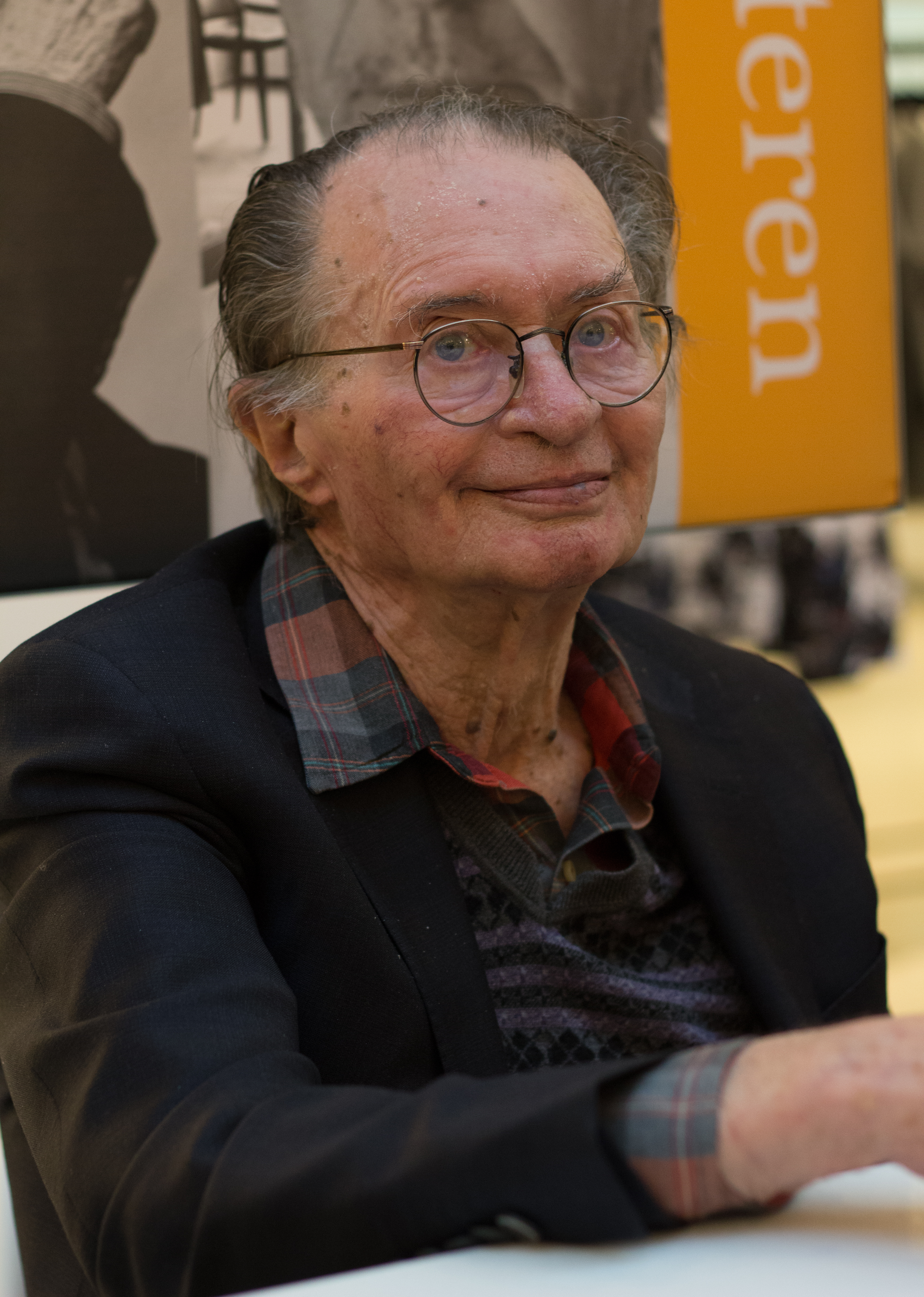
Remco Campert (2015)

daß ich lebe, daß ich nicht allein lebe.

[…]“

Die Verlegerin Elisabeth Raabe sah die kulturelle Landschaft der Niederlande bis in die Gegenwart geprägt durch Camperts Werke. Für Kristina Maidt-Zinke war Campert „in seinem Land eine intellektuelle Instanz“, Michael Augustin nannte ihn in den Niederlanden, wo seine Werke zum Schulkanon gehören, „bekannt wie ein bunter Hund“. Dabei folgte Camperts Arbeit auch einem sozialen Anspruch, und er wendete sich gleichermaßen an Menschen, die keinen Zugang zur Literatur haben, wie an die Jugend. Trotz Camperts Bedeutung in seiner niederländischen Heimat, blieb er im deutschen Sprachraum lange kaum bekannt, nur wenige Gedichte erschienen in deutscher Übersetzung. Erst ab 2005 wurden durch den Arche Verlag in der Übersetzung von Marianne Holberg regelmäßig Teile des neueren Prosawerkes in deutscher Sprache publiziert.
Remco Campert selbst beschrieb in einem Interview 1996 sein Leben als Schriftsteller: „Ich schreibe ausschließlich aus Liebe zum Schreiben. Liebesaffären hat man manchmal mehrere in seinem Leben, während das Schreiben für mich eine bleibende Liebe ist. […] Ein Lebensbedürfnis. Ich kann mir nicht vorstellen, daß dieses Bedürfnis jemals schwindet. […] Wenn ich leben will, und das will ich gern, dann muß ich schreiben.“

## Auszeichnungen

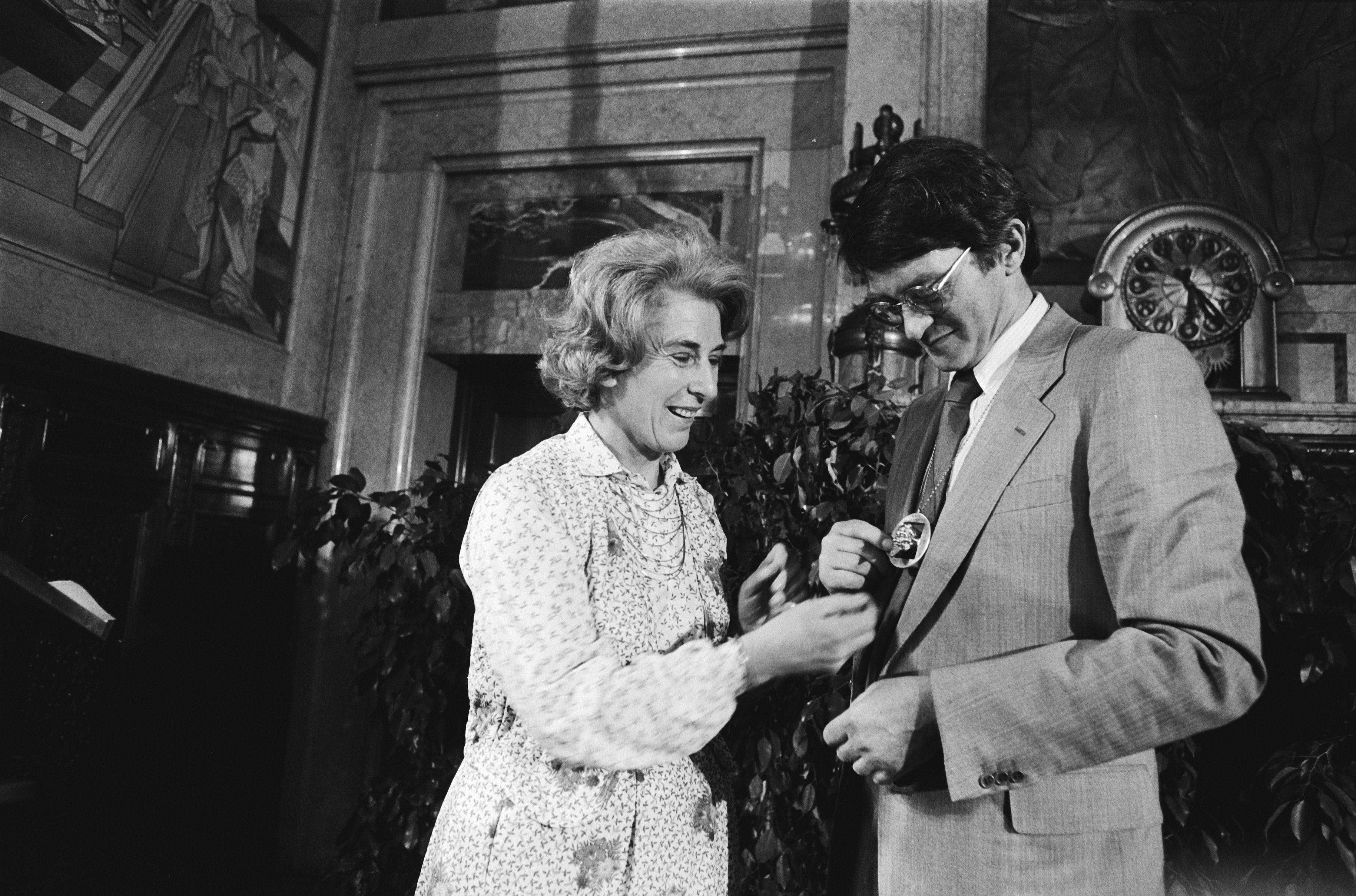
Remco Campert bei der Verleihung des P.C. Hooft-prijs durch Til Gardeniers-Berendsen (1976)

- 1953: Reina Prinsen Geerligspreis für Berchtesgaden
- 1955: Poesiepreis der Gemeinde Amsterdam für das Gedicht met een moraal
- 1956: Jan-Campert-Preis für Met man en muis und Het huis waarin ik woonde
- 1958: Anne-Frank-Preis für Vogels vliegen toch
- 1959: Prosapreis der Gemeinde Amsterdam für De jongen met het mes
- 1960: Preis des Amsterdamer Kunstrates für De jongen met het mes
- 1976: P.C. Hooft-prijs für das lyrische Werk
- 1987: Cestoda-Preis
- 2015: Prijs der Nederlandse Letteren

## Ins Deutsche übersetzte Werke
- 2005: Eine Liebe in Paris (Een liefde in Parijs, 2004)
- 2006: Wie in einem Traum (Als in een droom, 2000)
- 2007: Das Herz aus Seide (Het satijnen hart, 2006)
- 2008: Tagebuch einer Katze (Dagboek van een poes, 2007)
- 2009: Sanfte Landung. Erzählungen
- 2011: Jagen, Leben, Erinnern. Gedichte 1951–2011, Arche Literaturverlag, Zürich, ISBN 978-3-7160-2665-6
- 2016: Hôtel du Nord (Hôtel du Nord, 2013). Übersetzt von Marianne Holberg. Edition Rugerup, Berlin, ISBN 978-3-942955-59-1